# みっちゃん
みっちゃんは、広島県内に店舗がある広島風お好み焼き店。県内に約2000軒あるとされる広島風お好み焼き屋の、元祖の一つである。大きく分けて総本店系・新天地みっちゃん・いせや系の3つに分かれている。

## 沿革
『みっちゃん』とは、1950年（昭和25年）頃、広島市中区の中央通り（のちに行政指導で東新天地公共広場へ移転）で、井畝井三男（いせ いさお）が始めた屋台の屋号である『美笠屋』から、体の弱い井三男へ変わり、当時19歳の長男である井畝満夫（いせ みつお）が屋台を取り仕切り、1953年（昭和28年）屋号を『みっちゃん』に変更した。
『みっちゃん』は、長男･満夫（みつお）の当時の愛称から付けられており、変更した理由は立ち並ぶ屋台の中から友人知人に自分の屋台を見つけて貰うためだった。この頃から屋台の屋号に店主の愛称を店名に使う店舗が多くなってきた。井畝井三男のお好み焼きスタイルはお好み焼きの原形である一銭洋食とは異なり、始めから今のお好み焼きの形である円形であった。井三男が始めた屋台は評判となり、井三男が発案したお好み焼きの屋台を出店するため、井三男へ申し出をする者が増えていった。当初は屋台を始めては辞める者もあった。東新天地公共広場へ移転当時に増えたお好み焼きの屋台は八店舗になった。隣りの屋台が忙しければ次女を手伝いに出すこともよくあり、復興の中で同業者同士の繋がりも深かったと井三男は当時の様子を語っていた。昭和30年代には屋台を東新天地公共広場の外側道路へ移し、次女が一人で屋台を取り仕切り出店した時期もあった。次女が屋台を運営し井三男が屋台を撤収していた。その後、西新天地公共広場へ数多くの屋台が立ち並んだ際に「みっちゃん」も移転をした。この時期は次女の他、三女が焼き手として屋台へ入って姉妹で焼いた。
1965年（昭和40年）1月に、広島市の立退き条例により、満夫がテナント交渉・資金調達などを行い広島駅ビルへ『みっちゃん』最初の店舗『みっちゃん』（広島駅ビル店）を構えた。翌年、紙屋町(千代田生命ビル内）に、お好み焼き店とアナゴめし店の2店舗を出店した。
1968年（昭和43年）に駅ビル店の権利を同業のお好み焼き店に譲渡し、同年7月に広島市中区八丁堀に『みっちゃん八丁堀店』（現在の『みっちゃん総本店』）を出店。※昭和62年10月に現在の住所に移転。この時期に満夫が『みっちゃん総本店』、次女が『新天地みっちゃん』として「みっちゃん」の暖簾を分けた。後に、他の姉弟により、みっちゃん いせや系・みっちゃん橋本町の二店が店舗を出していった。
『みっちゃん総本店』とは井畝満夫経営の店舗名称で、全ての「みっちゃん」の総本店ではない。総本店の暖簾分けとされる新天地みっちゃん・みっちゃん いせや系は、それぞれ独立経営である。作り方・ソースなどに関しても異なる。この四店系以外に、「みっちゃん」という屋号の広島お好み焼屋が存在するが、創設者との繋がりはなく、直接的な暖簾分けは一切ない。
2024年7月25日、井畝満夫は広島市内の病院で肺炎により91歳で死去。告別式は近親者で行った。喪主は次女の美詠子。
2024年9月4日、リーガロイヤルホテル広島4階ロイヤルホール（広島市中区基町）にて午前11時から、「ISE広島育ち」と「一般財団法人お好み焼アカデミー」の主催でお別れ会が開かれた。実行委員長は「ISE広島育ち」の上川学社長と槙本良二会長。経済界の関係者、故人にゆかりのある人、お好み焼き業界の関係者ら約1000人が参列し、花を手向けた。県内7つの店舗をすべて臨時休業として、上川学社長（二代目井畝満夫（2021年3月3日襲名））を筆頭に全店舗の店長が「お別れの会」のために集まった。会場に暖簾と2本のへらとお好み焼きを花で表現した巨大な祭壇を設置し、会場の隣では、みっちゃんのお好み焼きが約300枚用意され、参列者へのおもてなしと題し、井畝満夫の弟子たちがふるまった。広島商工会議所 池田晃治会頭は「広島の食文化、食資産を残し、地域の経済に貢献された。全国に広島の名前を広げた功績は大きい」と偲んだ。

### 総本店
総本店は広島市中区八丁堀にある。広島最古のお好み屋であり、焼き手として現役で活躍する最古参の井畝満夫が立つ唯一のお店である。
現在は八丁堀本店、広島駅新幹線口ekie店、広島そごう10階の『雅』店、じぞう通り店、福屋八丁堀店、東京の新橋店、ソラマチ店の8店舗のほかネットショップを運営している。
総本店では平日は約400枚、休日には約1000枚のお好み焼きが出る。現在、使用しているソースは井畝満夫がオタフクソースに特注して作った『みっちゃん総本店』オリジナルソースを使っている。
1981年に「有限会社いせ」を設立し法人運営に移行。また、全国的人気になるにつれテイクアウトの要望が増えたことから、2004年に関連会社「有限会社エムズ」を設立し、お好み焼きを工場生産で真空冷凍パック商品にして全国販売する事業も開始した。両社の経営は、満夫のほかに息子の雅一も加わっていた。
2009年、当時広告代理店に勤務していて、店舗のブランディング企画を担当していた「小林直哉」が、雅一からのオファーで転職入社した。小林は雅一の中学高校時代の友人だった。その後雅一が病気に倒れ2011年に死去し、満夫がそのショックで心身に不調を来たすようになったことから、小林が、それまでずっと固辞してきた社長職を引き継ぐことになった。
2018年には東京に初進出。うどん店「つるとんたん」などを経営する「カトープレジャーグループ」と東京都内でのエリアフランチャイズ契約を締結し、同社の子会社が店舗を展開する。
2019年、有限会社エムズと有限会社いせを合併させ「株式会社ISE広島育ち」に改組。
2021年、満夫が自身の名前を弟子の「上川学」に譲る。以降、上川は「ワークネーム」として、二代目井畝満夫を名乗る。
新型コロナウイルス騒動で売上が激減したことから、2022年1月、株式会社ISE広島育ちの全株式を地元の自動車ディーラー「広島マツダ」に譲渡。広島マツダの代表取締役会長の「松田哲也」と小林が中学高校時代の級友だった縁で実現した。2023年、小林が社長を退任。2024年より、二代目井畝満夫・上川学が社長を務める。

### 新天地みっちゃん
広島のメイン大通りの一つ、中央通りにある新天地みっちゃんは、支店を持たない独立経営である。
新天地みっちゃんの暖簾は、広島の食文化として広島のお好み焼きが確立される兆しもない1950年（昭和25年）、創設者･井畝井三男が東新天地で始めた屋台から一貫して、体の弱い実父に変わり屋台を引き続けた次女へ直接譲渡した暖簾である。二十数年前より、三代目が継承している。お好み焼きスペシャルは新天地みっちゃんの昭和のオリジナルメニューである。店内奥に10人用のテーブルがあり、広島でも珍しい13席の長い鉄板と皿とが選べるスタイルである。ソースはオリジナル。現在、新天地にある本店並びに楽天市場店にてソースなどオリジナル商品を販売。

### みっちゃん いせや系
みっちゃん いせや系の本店に当たる紙屋町店は広島市中区紙屋町にあり、みっちゃん創設者 井畝井三男の次男が経営している。実店舗2店(紙屋町本店、広島空港店)を運営している。特注したオリジナルのオタフクソースを使っている。

## 店舗

### 総本店 直営
- 八丁堀本店
- 「雅」そごう広島店
- じぞう通り店
- 福屋八丁堀店
- 広島駅新幹線口 ekie店
- みっちゃんインターネット店
- ゆめタウン廿日市店
- 新橋店（新橋 (東京都港区)）
- ソラマチ店(東京スカイツリー内東京ソラマチ)

### 新天地みっちゃん
- 新天地みっちゃん（中央通り）
- 新天地みっちゃん楽天市場店

### みっちゃん いせや系直営
- 紙屋町本店
- 胡町店（令和5年9月17日に閉店）
- シャレオ店（閉店）
- サンモール店（閉店）
- 広島空港店

## 主なメニュー

### 総本店
- デラックススペシャル そばorうどん（肉・生エビ・生イカ・イカ天が大盛り）
- 特製スペシャル そばorうどん（生イカ・生エビ・イカ天・モチ）
- スペシャル そばorうどん（生イカ・生エビ）
- そば肉玉子
- うどん肉玉子
- 肉玉子
- スペシャル焼きそば
- スペシャル焼きうどん
- 焼きそば
- 焼きうどん

※全てのメニューに肉と玉子は入っている。
以上のメニュー以外に下記のトッピングがある。
牡蠣・生イカ・生エビ・イカ天・すじ煮込み・キムチ・チーズ・もち

### 新天地みっちゃん
- 特製デラックス(生いか・生えび・いか天・そば又はうどん・肉・玉子）
- 特製名物焼き（もち・いか天・そば・又はうどん・肉・玉子）
- 特製ルンルン焼き（コーン・ベーコン・そば又はうどん・玉子）
- 特製スペシャル（生いか・そば又はうどん・肉・玉子）
- 生えび・そば又はうどん・肉・玉子
- お好み焼き肉玉入

その他に鉄板焼きがある。

### みっちゃん いせや
ベーシック（そば・肉玉）にいか天、いか、えび、もち、コーン、チーズ、ネギかけなどをトッピングしていく。

## 参考
- 井畝満夫取材ノート（仁義あり麺々）